# ذا إيفل ويذين
ذا إيفل ويذين (الشر داخلاً) (بالإنجليزية: The Evil Within)‏ وتعرف في اليابان بسايكوبريك (باليابانية: サイコブレイク) وتنطق (Saikobureiku)، هي لعبة رعب ونجاة طورت من قبل تانغو جيم وركس ونشرت بواسطة بيثيسدا سوفت ووركس.
اللعبة صدرت في 2014 على مايكروسوفت ويندوز وبلاي ستيشن 3 وبلاي ستيشن 4 وإكس بوكس 360 وإكس بوكس ون.

## قصة
عندما يتوجه المحقق سيباستيان وزميلاه المحققين إلى مسرح لجريمة قتل جماعية مروعة، تتربص لهم هناك قوة غامضة وقوية. بعد أن يرى زملائه الشرطة يقتلون واحد تلو الآخر، يتم مهاجمة سيباستيان ويفقد وعيه. ثم يستيقظ في أرض تجوبها الوحوش، فيتوجب عليه القتال في ذلك العالم المميت ليشق طريقه ويفهم ماذا يجري. سيباستيان عليه مواجهة خوفه من أجل النجاة في رحلة لكشف ماذا يقبع في ظلال تلك القوة الغامضة.

## التطوير
وعندما نتحدث عن مراحل تطوير اللعبة فنجد أنه تم الكشف عن اللعبة في إبريل 2012 تحت عنوان مشروع (Project Zwei) من تطوير المبدع Shinji Mikami الذي أشرف من قبل على بعض أجزاء الشر المقيم، وفي إبريل 2013 تم الكشف عن مقطورة غامضة من قبل شركة Bethesda Softworks , وفي 19 إبريل 2013 تم الكشف عن اسم اللعبة الحقيقي وكذلك الأجهزة التي ستصدر عليها وفي 17 سبتمبر 2013 تم نشر مقطورة أخري للعبة وفي 27 سبتمبر 2013 تم نشر فيديو بخصوص الجيم.

## أسلوب اللعبة
اللعبة ستجعلك طوال الوقت متأهب للأحداث الغريبة التي تحدث حولك فمن الممكن أن تجد نفسك في مكان غير الذي كنت فيه، وهذا بسبب أن اللعبة تعتمد على الاضطراب النفسي للبطل بوجود قوة خارقة تتحكم فيما يحدث من حوله، مثل الأفلام التي تحدث داخل مستشفي أمراض نفسية ونجد بها أحداث غريبة ومريبة تحدث مع الإبطال وكذلك سوف نجد بطلنا يتعرض لأحداث غريبة جدا، فاللعبة ستكون مشابهة قليلا للجزء الرابع من الشر المقيم من حديث منظور اللعبة إلى الشخص الثالث وسيكون التصويب من خلف الكتف الأيمن ولكن بدون ليزر سيكون مربع منفتح حسب السلاح وحركتك أثناء التصويب، فتصويب اللعبة سيكون سلس وليس معقد لأنك سوف تواجه أعداء كثيرة في وقت واحد.
وبما أن اللعبة ستعتمد على التنوع حتى في الأعداء فسيكون هناك أعداء من الصعب مواجهتها لذلك ستجد أن اللعبة تضعك في موضع الهروب من هذه الوحوش، لان هذه الوحوش ستكون أقوى منك وأسرع منك لذلك عندما يتطلب منك الهروب فلا تتردد وعندما يتطلب منك المواجهة فكن مستعدا لها، وسوف نجد أن اللعبة اعتمدت على استغلال البيئة بشكل جيد بحيث يمكنك الحصول على تجهيزات وأدوات من البيئة، ويمكنك أيضا الاختباء في الخزن من الوحوش كما ظهر في ديمو اللعبة، كما إننا سنلاحظ أن البطل يتأثر بالضرر الذي يسببه الأعداء، فصحة البطل ليست ذاتية فيجب عليك البحث عن الحقن لتعالج بها البطل عندما يتضرر، كما ستعتمد اللعبة على نظام الخلسة حتى تستطيع الهروب من الأعداء بدون أن تشعر بك أو التسلل من خلفهم وقتلهم بطريقة صامتة ولكن هذا الاسلوب لا ينجح مع جميع الاعداء وخاصة مع الزعماء. لذا كل ما عليك هو الهروب خصوصا من الأعداء الذين لا يمكن قتالهم
هناك بعض الأعداء يمكن قتلهم لكن تجد مشكلة كبيرة في قتلهم ان لم تكن لديك الدخيرة الازمة
كالوحش المسمى kreeper الذي ينهض مجددا بعد موته وهذا ما صعب اللعبة

## الجرافيك
تعتمد اللعبة على محرك id Tech 5 والذي لم يظهر كثيرا في عالم الألعاب بحيث تم استخدامه على ألعاب Rage-Wolfenstein: The New Order والتي ظهرت بشكل جيد جدا، ولكن عندما شاهدنا عروض The Evil Within جعلتنا نشعر بأننا داخل الشر المقيم 4 والذي تأثر بإظهار البيئة الغاضبة والقديمة لأجواء مرعبة بشكل جيد نسبيا، ولكن تجسيد الشخصيات والبيئة نجده اقل من المتوقع وخاصة أن اللعبة ظهرت على أقوى الاجهزة ولكن المطورين ليسوا مركزين على الجرافيك بقدر تركيزهم على الرعب النفسي لذا لن تكون مشكلة عملاقة بل لن تلاحظوا أي نقص في اللعبة. 

## التسويق والإصدار
كشف النقاب عن اللعبة في أبريل 2012، تحت عنوان عمل «مشروع زوي» (Project Zwei)، مع شينجي ميكامي كمخرج لها، والذي يخطط أن تكون آخر عمل يخرجه.
في 15 أبريل، 2013، وخلال الأيام القليلة التالية، قامت بيثيسدا سوفت ووركس بإصدار فيديو قصيرة يلمح للعبة الجديدة. تم الأعلان عنها رسمياً في 19 أبريل، 2013، حيث كشف عن اسمها والمنصات التي ستصدر عليها، إضافة إصدار عرض واقعي لها.

## وصلات خارجية
- ذا إيفل ويذين على موقع IMDb (الإنجليزية)

- الموقع الرسمي